# Neopycnodonte
Neopycnodonte is een geslacht van tweekleppigen uit de familie van de Gryphaeidae.

## Soorten
- Neopycnodonte cochlear (Poli, 1795)
- Neopycnodonte zibrowii Gofas, Salas & Taviani, 2009